# Намыслув (гмина)
Намыслув (пол. Namysłów) — городско-сельская гмина (волость) в Польше, входит как административная единица в Намыслувский повет, Опольское воеводство. Население — 25 744 человека (на 2011 год).

## Демография
| Перепись  | Всего   | Всего | Женщины | Женщины | Мужчины | Мужчины |
| --------- | ------- | ----- | ------- | ------- | ------- | ------- |
| Единицы   | человек | %     | человек | %       | человек | %       |
| Население | 25 744  | 100   | 13 231  | 51,39   | 12 513  | 48,61   |
| городское | 16 103  | 100   | 8418    | 52,28   | 7685    | 47,72   |
| сельское  | 9641    | 100   | 4813    | 49,92   | 4828    | 50,08   |

## Поселения
1. Бальдвиновице
2. Бажина
3. Борек
4. Бжезинка
5. Бжозовец
6. Букова-Слёнска
7. Глушина
8. Грабувка
9. Игловице
10. Ястшембе
11. Каменна
12. Ковалёвице
13. Красовице
14. Лигота-Ксёнженца
15. Лончаны
16. Михалице
17. Миковице
18. Минковске
19. Млынек
20. Нивки
21. Нове-Смарховице
22. Новы-Фольварк
23. Обьязда
24. Павловице-Намысловске
25. Пенкна-Студня
26. Под-Едлинкон
27. Пшечув
28. Рыхнув
29. Рыхнув-Дольны
30. Смарховице-Слёнске
31. Смарховице-Вельке
32. Смогожув
33. Восковице-Мале
34. Земеловице
35. Жаба
36. Жабяк

## Соседние гмины
1. Гмина Берутув
2. Гмина Домашовице
3. Гмина Дзядова-Клода
4. Гмина Ельч-Лясковице
5. Гмина Любша
6. Гмина Пежув
7. Гмина Рыхталь
8. Гмина Сверчув
9. Гмина Вилькув